# Визијанагарам
Визијанагарам (тел. విజయనగర) је град у Индији у држави Андра Прадеш. Према незваничним резултатима пописа 2011. у граду је живело 227.533 становника.

## Становништво
Према незваничним резултатима пописа, у граду је 2011. живело 227.533 становника.
| 1991.   | 2001.   | 2011.   |
| ------- | ------- | ------- |
| 160.359 | 174.324 | 227.533 |